# Iuliu Maniu
Iuliu Maniu (Bădăcin, 8 de enero de 1873-Sighet, 5 de febrero de 1953) fue un político rumano que desarrolló su carrera en su Austria-Hungría natal y más tarde en Rumanía. Dirigente del Partido Nacional Rumano de Transilvania antes y después de la Primera Guerra Mundial, y cofundador junto con Ion Mihalache del Partido Nacional Campesino, ocupó el cargo de primer ministro de Rumanía en tres ocasiones entre 1928 y 1933.

## Comienzos

### Juventud e inicios en política (1873-1914)
Maniu nació en el seno de una familia rumana en Bădăcin, cerca de Șimleu Silvaniei, en el Reino de Hungría, entonces parte del Imperio austrohúngaro, el 8 de enero de 1873. Su padre se llamaba Ioan Maniu. Era abogado y la familia era acomodada. Realizó sus estudios de secundaria en el liceo de Zalău, Blaj y Cluj y más tarde estudió Derecho en la Universidad de Cluj, en la de Universidad de Budapest y en la de Viena, donde se doctoró en 1896. Durante la época de estudios universitarios, presidió la asociación que agrupaba a los alumnos serbios, croatas, eslovacos y rumanos, su primer paso en la política.
Maniu se afilió al Partido Nacional Rumano de Transilvania y el Banato (PNR) y pasó a formar parte de su dirección colectiva en 1897, representándolo en el Parlamento de Budapest en diversas ocasiones. Allí se forjó fama de tenaz opositor a la política magiar en Transilvania.
Se estableció en Blaj y trabajó como abogado de la Iglesia católica oriental a la que pertenecía. Maniu recibió la influencia de Simion Bărnuțiu, amigo íntimo de su padre. Trabajó además como profesor de Derecho en la Academia de Teología de Blaj. En 1906 marchó como diputado al Parlamento de Budapest, en el que defendió con vehemencia sus ideales nacionalistas rumanos.
Tras asesorar al archiduque Francisco Fernando en sus proyectos para reestructurar los territorios austrohúngaros para formar unos «Estados Unidos de Austria», Maniu fue aceptando la idea de la unión de Transilvania con el Reino de Rumania tras el asesinato de aquel en Sarajevo en 1914. Al estallar la Primera Guerra Mundial, las autoridades austrohúngaras, que lo consideraban sospechoso de desear una victoria del enemigo, lo enviaron al frente.

### El carácter de Maniu
La atmósfera clerical y sus experiencias en la oposición del Parlamento húngaro marcaron el carácter de Maniu: desarrolló una actitud de oposición permanente y rectitud a veces rayana en la inflexibilidad, que le granjearon con el tiempo una tremenda admiración entre sus partidarios y un odio profundo de sus adversarios, a menudo desesperados ante su actitud indoblegable.
Su virtud personal e incorruptibilidad no era compartida por muchos de sus partidarios, lo que le causó acusaciones de hipocresía. Su actitud de crítica y oposición le produjo un perjuicio mayor: tenía una tendencia a retirarse o dimitir como protesta en situaciones que hubiesen requerido de una disposición más activa. Su actitud de virtud y pasividad queda reflejada en un discurso en plena Gran Depresión (1932):

Hoy la nación se halla privada de sus derechos constitucionales, nos encontramos al borde de la bancarrota económica y moral. Vemos la anarquía entronizada en las almas de los hombres y el odio avivado en las provincias; entre el murmullo de esta disolución creciente apenas puede uno oír la voz de la conciencia nacional, única e indivisible... En estos críticos momentos me pedís mi guía. No os la daré. Contáis tanto con inteligencia como con conciencia. Os ruego que reverenciéis la memoria de los sufrimientos que trajeron la consumación de la unidad nacional.

## Al frente del Partido Nacional Rumano

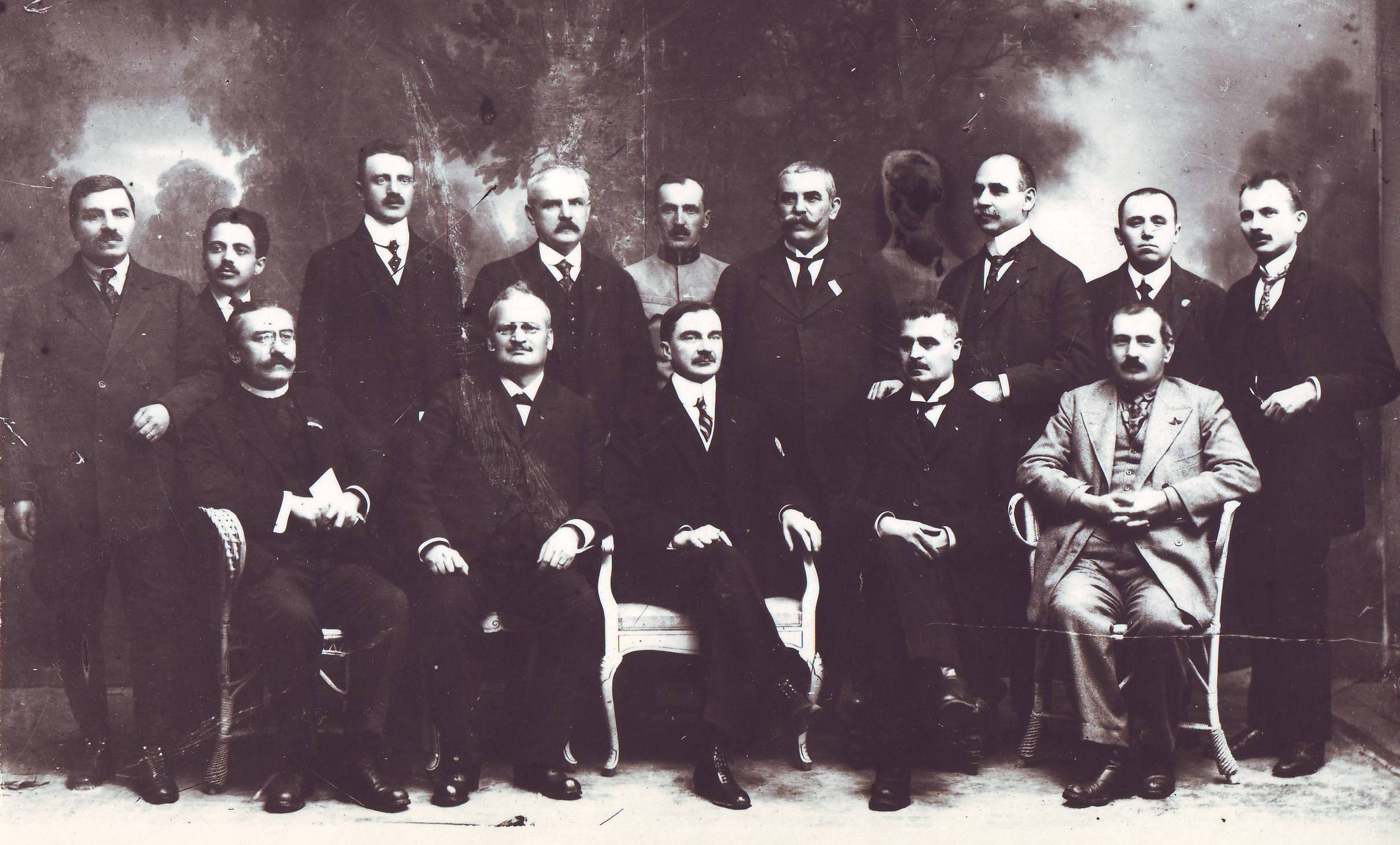
Maniu, en el centro, junto a sus colegas del Directorio Transilvano, a finales de 1918

Junto con otras figuras de la época como Vasile Goldiș, Gheorghe Pop de Băsești, el sacerdote ortodoxo Miron Cristea y Alexandru Vaida-Voevod, Maniu desarrolló una intensa campaña a favor de la unión con Rumanía, que culminó al final de la guerra en la Asamblea de Alba Iulia el 1 de diciembre de 1918, donde los representantes rumanos transilvanos exigieron la separación de Austria-Hungría. El 2 de diciembre Maniu se convirtió en jefe del Directorio Transilvano, puesto que equivalía al de gobernador interino del territorio.
Tras la creación de la «Gran Rumanía», el PNR participó en el Gobierno central en Bucarest en un gabinete encabezado por Vaida-Voevod en alianza con el Partido Campesino de Ion Mihalache. Pronto entró en conflicto con uno de los principales partidos tradicionales del antiguo reino —el Partido Nacional Liberal (PNL), encabezado por Ion Brătianu—, cuando el Partido Campesino empezó a exigir una extensa reforma agraria.

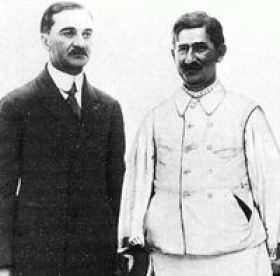
Maniu junto a Mihalache, que unieron sus partidos en 1926

Tras la disolución del Parlamento por el rey Fernando, Maniu se enfrentó a los principales políticos del país por la abolición por parte del nuevo primer ministro Alexandru Averescu del Directorio Transilvano en abril de 1920, con apoyo de los liberales. Como consecuencia, Maniu se negó a asistir a la coronación de Fernando como «rey de la Gran Rumanía» en Alba Iulia en 1922, ceremonia que interpretó como un intento de someter a la Transilvania multirreligiosa a la ortodoxia rumana. Al mismo tiempo, el PNR rechazó las medidas de centralización del gobierno incluidas en la nueva Constitución de 1923, respaldadas por Brătianu, y reclamó que cualquier reforma constitucional fuese aprobada por una asamblea constituyente y no simplemente por una votación en el Parlamento. Ante el temor de que el PNL se hiciese con el control absoluto de la política rumana, el PNR se unió con el Partido Campesino en 1926 y ambos crearon un nuevo partido: el Partido Nacional Campesino (PNȚ), del que Maniu fue nombrado presidente y que encabezó ininterrumpidamente durante los siguientes siete años y, de nuevo, entre 1937 y 1947.

## En el Partido Nacional Campesino en el periodo democrático
A pesar de sus éxitos electorales, el PNȚ se mantenía alejado del Ejecutivo por prerrogativa del rey, que le permitía encargar la formación de Gobierno a quién desease. Fernando optó por Brătianu, Averescu y el príncipe Barbu Știrbey, dejando de lado a Maniu. Este protestó públicamente y trató de organizar una marcha campesina sobre Bucarest, imitando la Asamblea de 1918 en Alba Iulia, en mayo de 1928, que acabó irónicamente con la petición de los convocantes al Gobierno de trenes para poder llevar a los congregados a sus casas, después de haberlo atacado furibundamente durante los discursos.
Maniu mantuvo una gran presión sobre el último Gobierno de Ion Brătianu y, fallecido este, el de su hermano Vintilă, tratando incluso de impedir la obtención de un crédito internacional de estabilización y entorpeciendo el funcionamiento del Parlamento, controlado por una mayoría abrumadora de los liberales gracias a las elecciones amañadas. En política internacional, se mostró dispuesto a estudiar las propuestas de Lord Rothermere para revisar el Tratado de Trianon.
Al acercarse la muerte de Fernando, Maniu comenzó a negociar un posible regreso de Carol a Rumanía, proponiéndole que se coronase en Alba Iulia, obviando la Constitución y refundando el Estado. Estas negociaciones acabaron bruscamente cuando las autoridades exigieron a Gran Bretaña la expulsión de su territorio del príncipe desheredado.
El PNȚ sólo logró alcanzar el poder en noviembre de 1928, tras la muerte del rey Fernando y del principal de los Brătianu ( Ion Bratianu). En las elecciones de ese año, el partido se alió con los socialdemócratas y con el Partido Alemán.

### El primer gobierno (1928-1930)
El 9 de noviembre de 1928 los regentes encargaron a Maniu formar Gobierno: el PNȚ alcanzaba el poder en un ambiente de entusiasmo y optimismo. Dos días más tarde Maniu formó un Gobierno exclusivamente con miembros de su partido, entre los que se contaban figuras destacadas: Gheorghe Mironescu en Asuntos Exteriores, Alexandru Vaida-Voevod en Interior, Ion Mihalache en Agricultura y Virgil Madgearu en el Ministerio de Comercio e Industria. Maniu realizó varias declaraciones expresando el objetivo del gabinete de establecer por primera vez un gobierno verdaderamente constitucional. Declaró además su disposición a aceptar capital extranjero para mejorar la economía del país y su disposición para ayudar a la agricultura.
En las elecciones del 12 de diciembre de 1928, consideradas libres, el partido de Maniu, aliado con los socialdemócratas y con el Partido Alemán, recibió un respaldo abrumador: cerca del 80 % de los votos y 348 escaños (333 de ellos del PNȚ). Los liberales lograron únicamente 13 escaños y el resto de partidos, cifras del mismo orden. A pesar de su anterior crítica de la ley electoral de 1926 —que concedía una amplia mayoría al partido que alcanzase el 40 % de los sufragios—, los nacionalcampesinos no la abolieron y se beneficiaron como sus antecesores.
La primera tarea del Gobierno fue estabilizar la moneda y lograr el crédito de estabilización que su precedente no había obtenido, objetivo que se consiguió en febrero de 1929, al obtener 72 millones de dólares para la estabilización de la moneda y la mejora de los ferrocarriles, junto con otro crédito de 30 millones a cambio de la cesión del monopolio nacional de cerillas. Se constituyó entonces el Instituto de Monopolios Estatales para avalar el crédito. Un experto francés llegó a Rumanía para supervisar la reforma de la Hacienda pública y la aplicación del crédito. El Gobierno se esforzó por mejorar las finanzas públicas y atraer el capital extranjero. En marzo se reformó el Banco Nacional, haciéndolo más independiente del Gobierno y dándole más poder para mantener la estabilidad de la divisa. En julio se aprobaron leyes para reformar la contabilidad y la organización del presupuesto estatal, tratando de obtener un mejor control de las finanzas públicas, con escaso resultado.
En 1929 también sucedieron una serie de incidentes que enfrentaron al Gobierno con la izquierda: la detención y condena a prisión del antiguo dirigente de los comunistas por entrar clandestinamente en el país desde la Unión Soviética, la supresión cruenta de la huelga de los mineros del valle de Jiu (que el Gobierno investigó, depurando a la policía y militares implicados en la matanza) o los incidentes fronterizos en Besarabia.
En julio, tras el descubrimiento de una conjura fascista para deponer al Gobierno, se crearon unidades paramilitares de partidarios del Gobierno. En octubre un atentado contra Vaida-Voevod acabó con un inocente inválido por el maltrato de policía, del que se acusó al Consejo de Ministros.
El principal punto débil del gobierno de Maniu fue, sin embargo, la economía, que no mejoraba. El crédito se había destinado principalmente a saldar antiguas deudas y las cosechas de 1927 y 1928 fueron malas, necesitándose fondos para el alivio en las zonas más pobres. En 1929, cuando la cosecha fue excelente, no se pudo exportar en grandes cantidades y comenzó el descenso del precio del grano en los mercados internacionales. La agudización de la crisis de los precios de los productos agrarios en 1930 hizo que varios países principalmente agrícolas, entre ellos Rumanía, se uniesen para intentar mejorar la situación, sin éxito.
En 1929 y 1930 se aprobaron también una serie de leyes con el fin de descentralizar y dar autonomía a las regiones del país. Quedó abolida la censura y se permitió la venta de las propiedades agrícolas.
La muerte de uno de los regentes en octubre y la elección de su sustituto unilateralmente por los nacionalcampesinos fue criticada por la oposición y aumentó la insatisfacción con la regencia y el deseo del regreso del príncipe Carol.
En 1930 la recuperación económica no llegó y la prensa de la oposición mantuvo sus duras críticas del Gobierno, que respondió aprobando una ley contra la diseminación de rumores tendenciosos que dañasen el crédito del Estado, que acabó con la confiscación de diversos periódicos. En las elecciones municipales de marzo se observó un descenso de popularidad del Gobierno y una cierta recuperación de la oposición del PNL. Tras poco más de un año en poder, el entusiasmo por el PNȚ decreció al apreciarse la falta de un programa gubernamental planificado, la inoperancia en algunos departamentos y los errores de algunas medidas, siendo la falta de cambios en el agro el principal problema sin resolver. En 1929, cuando las deudas de los campesinos alcanzaban un valor igual a la producción industrial del país de un año, el Gobierno de Maniu se mostró incapaz de implantar un sistema de crédito que aliviase la situación y aprobó una ley que permitía a aquellos vender las tierras adquiridas en la reforma agraria de la posguerra, lo que llevó a muchos campesinos a malvenderlas agobiados por sus acreedores. El PNȚ se mostraba en el poder más como un partido burgués —facción que representaba Maniu— que como un partido campesino —la facción representada por Mihalache—.
Las promesas de cambio radical, la ingenuidad y desorientación del Gobierno y las circunstancias (funcionariado controlado por la oposición liberal, crisis económica mundial, feroz oposición, mantenimiento de la ley electoral de 1926…) hundieron paulatinamente el apoyo al Gobierno de Maniu.

### El regreso de Carol y los últimos gobiernos del PNȚ (1930-1933)

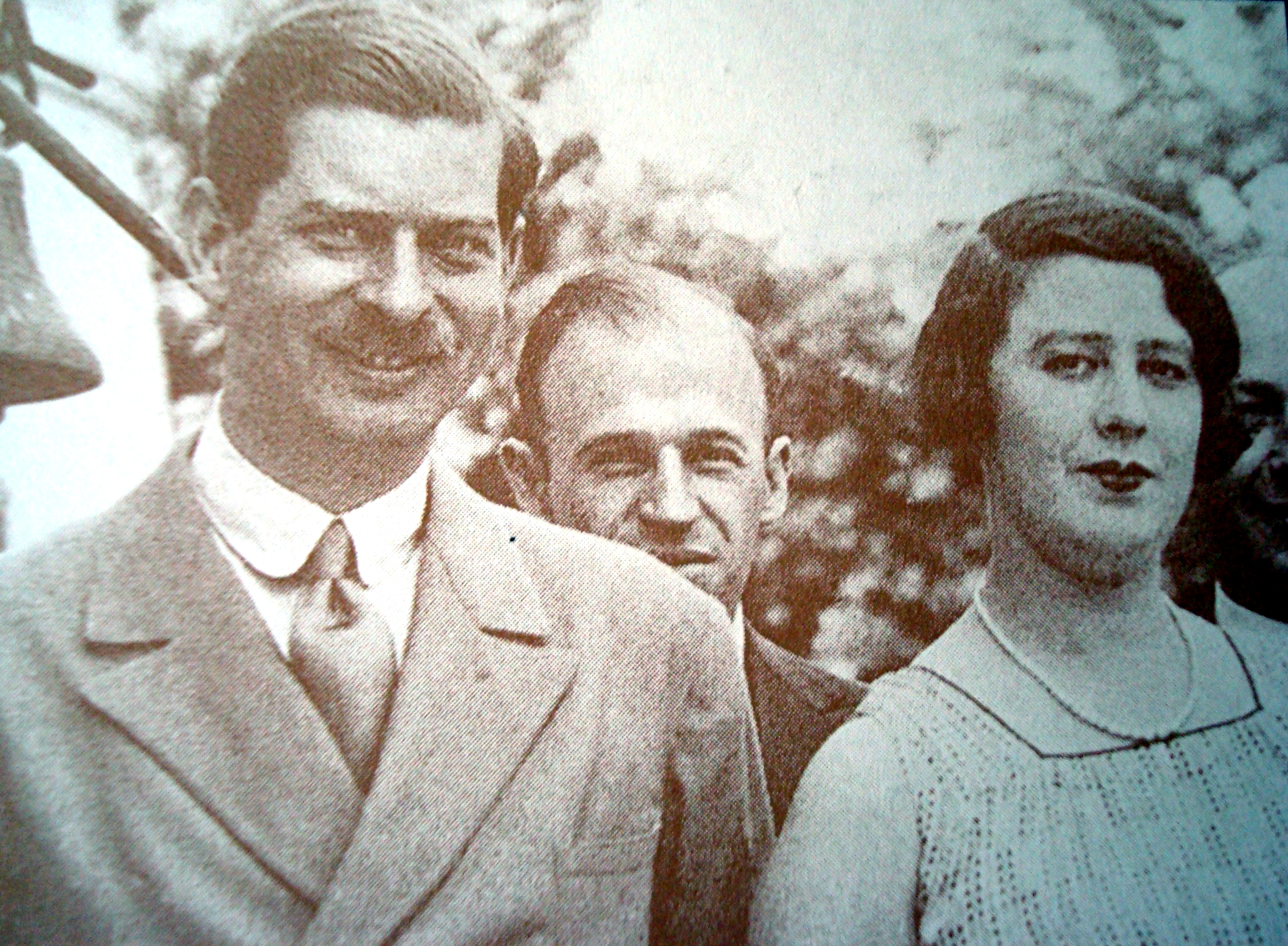
Carol II y su amante (y posterior esposa) de origen judío, Magda Lupescu (Helena Wolf), por la que Maniu se enfrentó al rey

El 6 de junio de 1930 el desheredado príncipe Carol aterrizó en Rumanía, tras semanas de rumores sobre su regreso. Maniu, que había mantenido los contactos con el príncipe y favorecía su retorno, anunció que el Gobierno había aprobado su vuelta y dimitió, dando paso a un corto mandato de su correligionario Gheorghe Mironescu, quien abolió la legislación que apartaba a Carol del trono. A los pocos días, cuando se produjo la ruptura del principal partido de la oposición (el Partido Nacional Liberal), dividido en su actitud hacia el regresado, Maniu volvió al frente del Gobierno, esta vez con el economista Mihail Manoilescu, partidario del príncipe, en el gabinete.
Maniu nunca había aceptado de buena gana el apartamiento de la sucesión de Carol, la instauración de la regencia y sopesaba la posibilidad de contar con el apoyo de un nuevo rey, como los liberales habían disfrutado del de Fernando I, además de ser consciente del apoyo popular a Carol. Maniu no era partidario, sin embargo, de la proclamación inmediata de Carol como rey sin la renuncia de este a su amante y la reconciliación del rey con su esposa, debido su carácter puritano. Ante la presión popular a favor de Carol, Maniu acabó cediendo, para dimitir en octubre ante el regreso de la amante del rey, Magda Lupescu, que no admitía.
Le sucedió otro gabinete del PNȚ con Mironescu a la cabeza, de carácter transitorio, dado el deseo del rey de lograr un Gobierno de coalición, que no se logró. Maniu no formó parte del gabinete. La dimisión de Maniu marcó la entrega del poder efectivo de un partido que había logrado un apoyo popular inmenso a un monarca que, aunque popular, no era parte del gobierno representativo y era conocido por su actitud hostil hacia las disputas políticas.

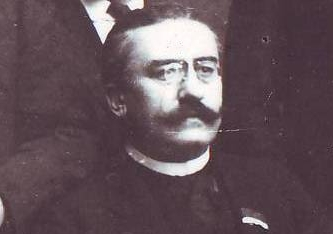
Vaida-Voevod, compañero de partido de Maniu y dirigente del ala derecha del partido, primer ministro de los últimos Gobiernos del PNȚ, que abandonó poco después

Tras varios Gobiernos del PNȚ en que Carol alternó a Maniu con el más conservador Vaida-Voevod y que hubieron de enfrentarse al agravamiento de la Gran Depresión y al descontento social que causó, Carol decidió prescindir del partido y encargar la formación de un nuevo gabinete a los liberales del PNL.
Maniu había sustituido a Vaida-Voevod en octubre de 1932 tras la dimisión de este, que había comenzado negociaciones con la Unión Soviética a las que se había opuesto el influyente Nicolae Titulescu, quien logró su cese. Las relaciones entre el rey y Maniu siguieron siendo tensas. El soberano nombró para ciertos puestos civiles a militares de su confianza, entre ellos al prefecto de Bucarest. Ante la imposibilidad de destituirlos, el ministro de Interior dimitió y Maniu le siguió en enero de 1933; Vaida-Voevod volvió a presidir el Consejo de Ministros.
El último gabinete del PNȚ, con Vaida-Voevod a la cabeza, había de durar hasta noviembre de 1933, cuando el crecimiento del movimiento de ultraderecha de la Guardia de Hierro, protegida por Vaida-Voevod, disgustó al rey, diana de las críticas de la Guardia junto a su amante (judía) y a sus allegados. El Gobierno tampoco había logrado atajar la crisis económica.

## En las diversas dictaduras

### Los regímenes de Carol (1937-1940)
La política del país se fue convirtiendo cada vez más en un régimen autoritario centrado en el rey y un movimiento fascista, la Guardia de Hierro, que no dejaba de medrar. 
A finales de 1937 Maniu llegó a un acuerdo electoral con el caudillo de la Guardia, Corneliu Zelea Codreanu, con el fin de impedir las maniobras habituales del Gobierno para amañar las elecciones que se iban a celebrar. El acuerdo fue una gran sorpresa para los partidarios de la democracia dada diferencia entre los dos partidos. Se considera un error político de Maniu, quien otorgó una pátina de respeto al movimiento fascista de Codreanu, a la vez que le impedía criticar a una organización claramente antidemocrática y mostraba la falta de confianza del partido en sus propias fuerzas, a diferencia del pasado.
El monarca trató entonces de lograr el apoyo de ciertas figuras de los partidos como Ion Duca del PNL y Armand Călinescu del PNȚ, mientras aplicaba a la Guardia una dura represión.
En el segundo juicio contra Codreanu a comienzos del verano de 1938 Maniu testificó, junto a otras figuras como Ion Antonescu, a favor del acusado, que fue condenado de todas maneras.
Tras las pérdidas territoriales del verano de 1940 (cesión de Besarabia y del norte de Bucovina a la Unión Soviética a finales de junio, del norte de Transilvania a Hungría por el segundo arbitraje de Viena a finales de agosto y del sur de Dobrudja a Bulgaria por el Tratado de Craiova a comienzos de septiembre), Carol hubo de ceder el poder al general Ion Antonescu y exiliarse, dando paso al Gobierno de coalición entre Antonescu y la Guardia, que proclamó el Estado Nacional Legionario y se alió inmediatamente al Eje. Durante la crisis, Maniu, al igual que su oponente del partido liberal Constantin Brătianu, se había negado a participar en el nuevo Gobierno del general sin la previa abdicación del monarca.

### El Estado Nacional Legionario y la dictadura de Antonescu (1940-1944)
Tras la renuncia y exilio del rey, Antonescu trató de entregar el poder a los políticos, que no lo aceptaron, y decidieron apoyar a Antonescu. Maniu declaró años más tarde en el juicio del general:

Sentí que tenía la autoridad moral, el apoyo del ejército y la inclinación al poder... Por esas razones declaré que el mariscal Antonescu no era la única alternativa, sino la mejor.

El general planteó entonces formar un Gobierno de unidad nacional, pero fracasó, siendo Maniu el primero en abandonar las conversaciones ante las exigencias de la Guardia de Hierro, que no admitía. El subsiguiente abandono de Brătianu y los liberales obligó a Antonescu a entenderse a solas con la Guardia, que había aumentado su popularidad, y proclamar el Estado Nacional Legionario.
El PNȚ sobrevivió en un estado de semiclandestinidad y, tras la aniquilación de la Guardia por Antonescu en enero de 1941, obtuvo un cierto reconocimiento del nuevo régimen. De hecho, Maniu pudo mantener una serie de conversaciones con el general sobre diversos temas importantes para el país, entre ellos la persecución de los judíos, que Maniu solicitó acabar, así como su deportación a las nuevas provincias más allá del Dniéster. Sobre el maltrato y expulsión de los judíos Maniu se quejó al general ya en agosto de 1942, para enfado de este. En septiembre, ante las declaraciones de los dirigentes occidentales en contra de los crímenes contra los judíos, Maniu declaró:

Lo he dicho y lo seguiré diciendo: pagaremos caro el maltrato de los judíos.

Antonescu permitió la disensión de Maniu y Dinu Brătianu del PNL, quienes repetidas veces criticaron por carta al general. Este se ofreció en varias ocasiones para ceder su puesto a cualquiera de los dos políticos, que bien rechazaron las ofertas o las ignoraron. Antonescu permitió las reuniones secretas de las formaciones de Maniu y Brătianu, a pesar de saber que se utilizaban para acordar críticas al dictador, que luego eran utilizadas por la BBC, y de recibir duras críticas de los alemanes por su permisividad. Antonescu también permitió a Maniu mantener conversaciones para lograr la paz con los Aliados Occidentales en 1943 y 1944 que, conociendo, no impidió. Antonescu protegió además a Maniu de la ira de los alemanes en diversas ocasiones.
Maniu se opuso a la invasión de la Unión Soviética admitiendo sólo la recuperación de los territorios cedidos en el verano de 1940:

Los ejércitos rumanos no deben pisar territorios que no nos pertenecían. Un imperialismo rumano sería condenado por el mundo entero.

Estaba convencido de la victoria de la Unión Soviética y recelaba de participar del lado alemán y húngaro en una invasión de un aliado de los británicos.
A comienzos de 1943, a pesar de su deseo de abandonar la contienda, Maniu aconsejó al rey la prudencia ante la impaciencia de este, que deseaba acabar inmediatamente la alianza con Alemania, aduciendo el gran número de tropas alemanas en territorio rumano.
A finales de 1943 se ofreció a viajar al extranjero para negociar el abandono de la guerra por parte de Rumanía, exigiendo los aliados el envío de un plenipotenciario que estuviese dispuesto a rendir el país ante los tres principales aliados (Estados Unidos, Gran Bretaña y la Unión Soviética). Se mantuvieron diversos contactos y el 13 de abril de 1944 Maniu y Antonescu recibieron las condiciones aliadas, que Maniu aceptó, al contrario que el general. Maniu decidió entonces proseguir sus esfuerzos para liberar al país de la alianza alemana, aunque sospechaba que los Aliados Occidentales estaban dispuestos abandonar Rumanía a la Unión Soviética. El 20 de abril aceptaba las condiciones aliadas a la vez que sugería otras. Los soviéticos exigieron en mayo que Maniu aclarase si aceptaba sin condiciones las propuestas aliadas, cosa que hizo el 11 de junio. El día 22 envió un plan de acción a los Aliados. A esta comunicación siguieron dos meses de pausa por parte aliada, debida a la negociación paralela que desarrollaron los soviéticos con el Gobierno de Antonescu, que no llegó a fructificar.

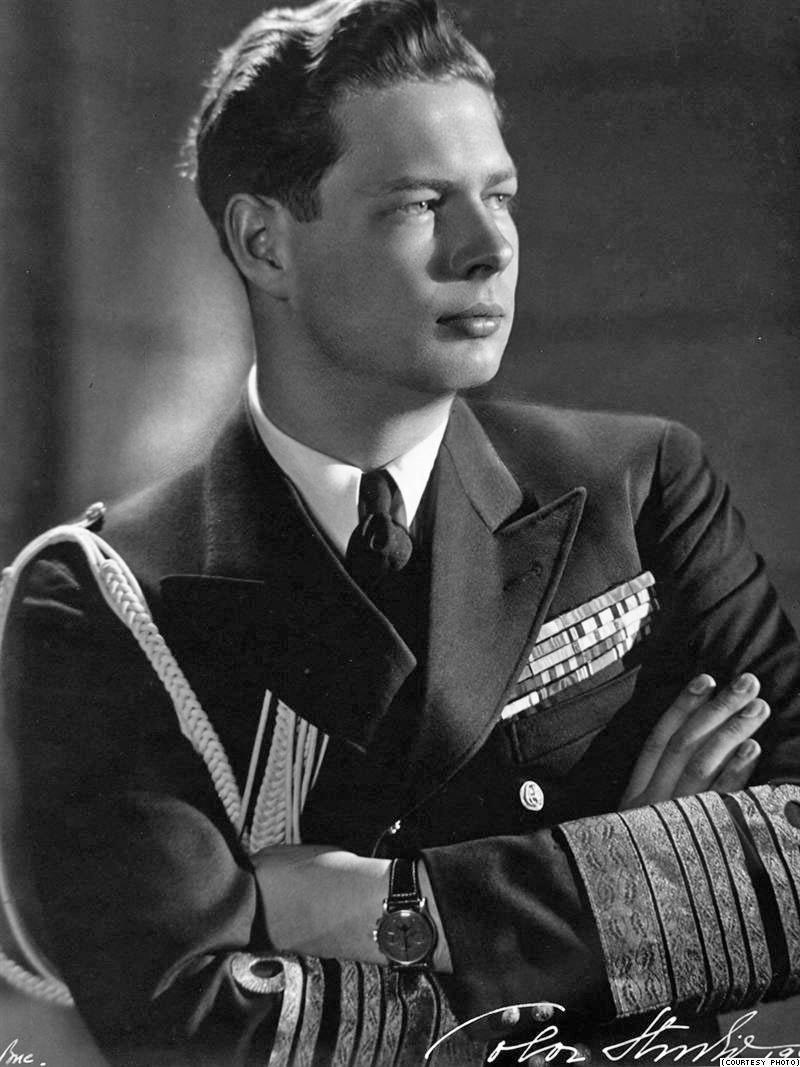
El rey Miguel I, que, confabulado con Maniu y otros políticos, arrestó a Antonescu y cambió de bando en la guerra

En agosto de 1944 Maniu se contó entre los conspiradores que planearon el golpe de Estado que apartó del poder a Antonescu e hizo que Rumanía cambiase de bando en la guerra. Tras algunos retrasos, el comienzo de una nueva ofensiva soviética, como Maniu había solicitado a los Aliados, hizo que los confabuladores se reuniesen el día 21 de agosto de 1944 para fijar como fecha definitiva el 26 del mismo mes. Tras rechazar encabezar el Gobierno, como había propuesto el representante comunista Lucrețiu Pătrășcanu, Maniu quedó encargado junto con este de elegir a los miembros del nuevo gabinete y partió de la capital al campo para pasar unos días hasta la fecha escogida. Ante la inesperada partida del general al frente hubo de adelantarse la fecha del golpe y Maniu tuvo de pedir a Gheorghe Brătianu que convenciese a Antonescu de acudir al palacio real para debatir la solicitud de un armisticio a los Aliados, para lo que Antonescu exigió el apoyo de Maniu y de Dinu Brătianu. Incapaz de encontrar a ninguno, Gheorghe Brătianu no logró convencer a Antonescu para que acudiese a la cita con el monarca, que ya había decidido arrestarlo. Tras ser convencido finalmente de acudir, fue detenido y, al encontrarse ausente Maniu, se nombró al general Sănătescu primer ministro del nuevo Gobierno. Maniu fue nombrado ministro sin cartera, como otros dirigentes de los principales partidos.

## En la oposición a los comunistas

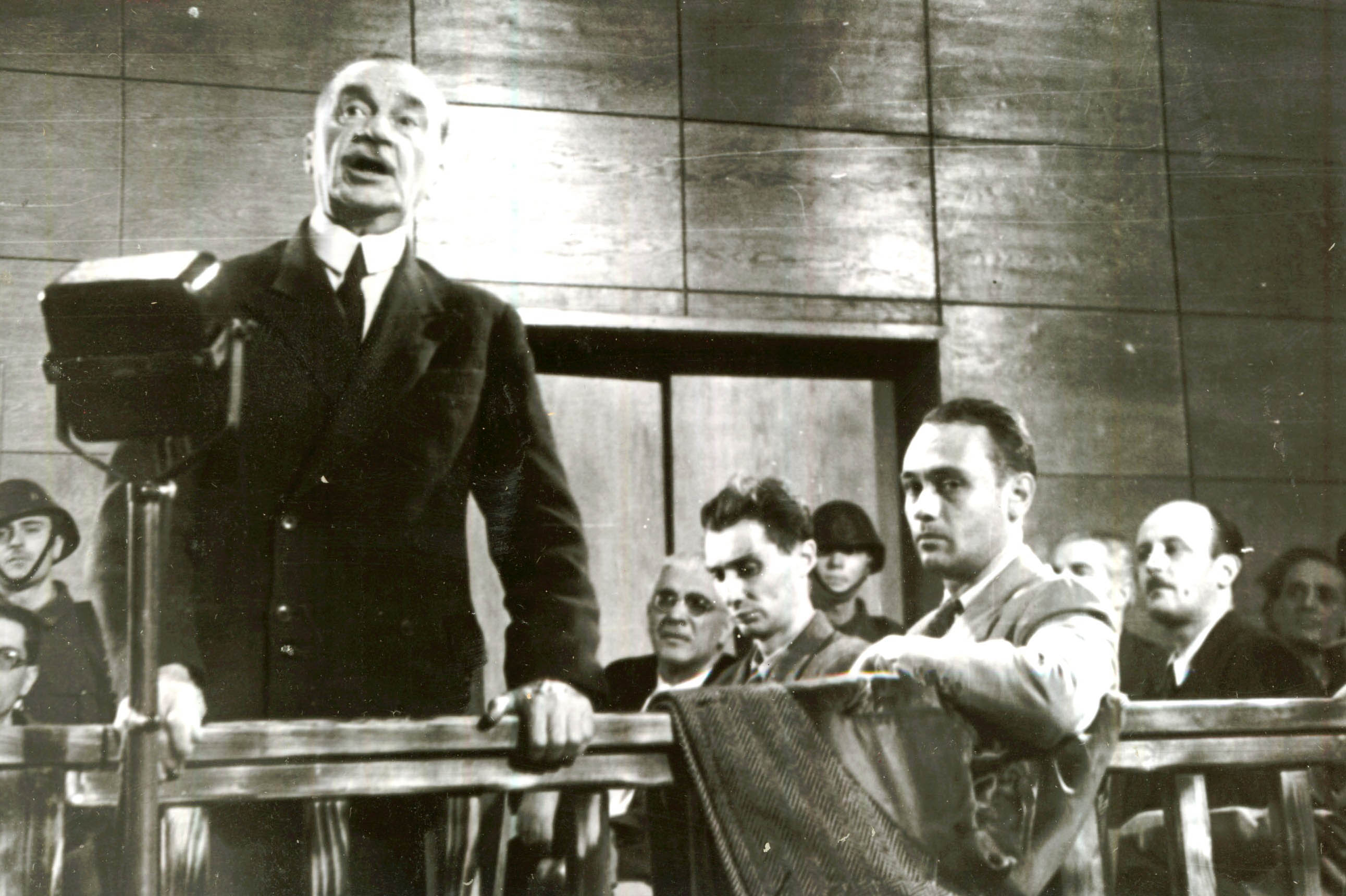
Alegato final de Maniu en su juicio, noviembre de 1947, en el que fue condenado a trabajos forzados a perpetuidad

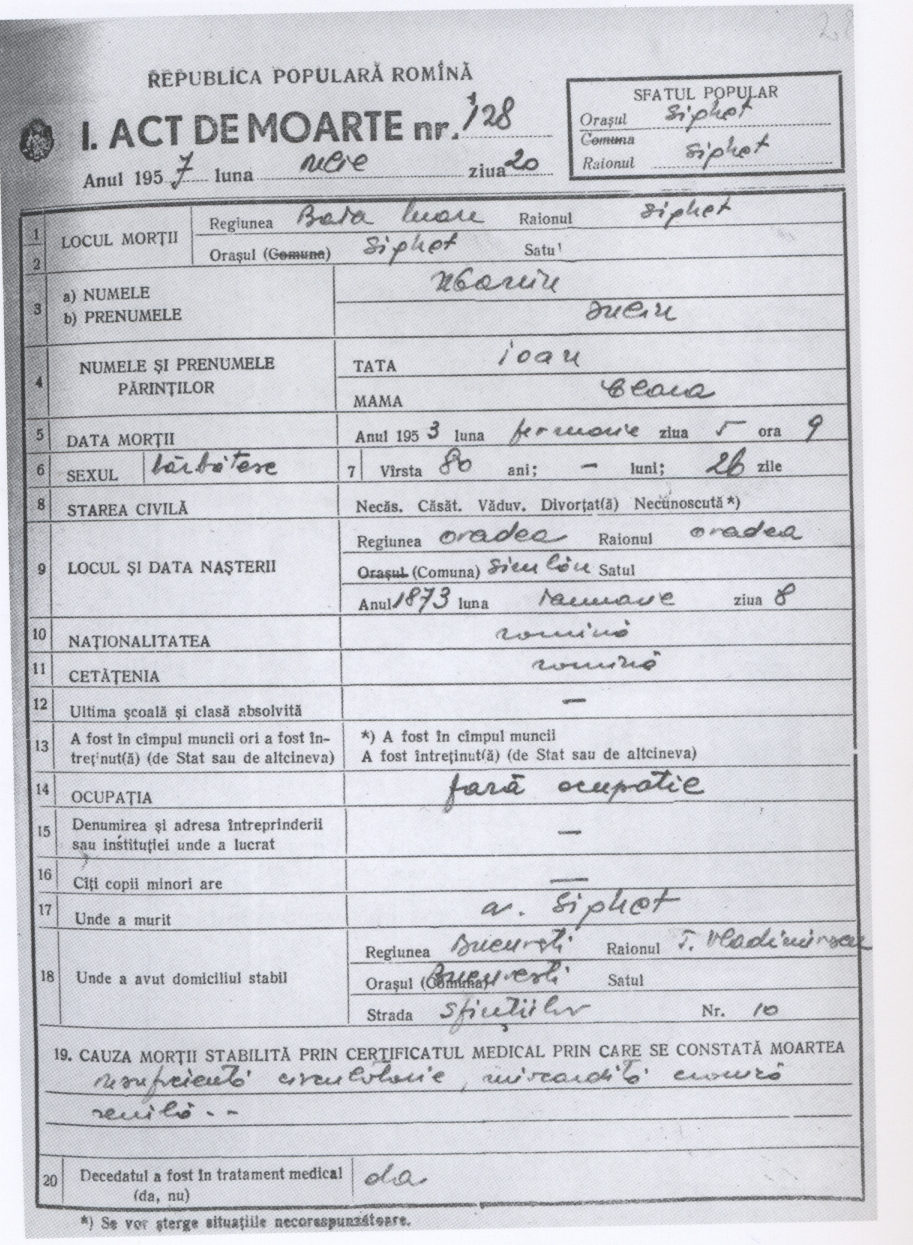
Certificado de defunción de Maniu, 1953

### El armisticio y el tratado de paz (1944-1947)
Maniu no formó parte de la delegación rumana que acudió a Moscú para firmar el armisticio, dando la impresión de no compartir las condiciones que este imponía al país. Aunque acató la cesión del norte de Bucovina y Besarabia, no la aceptó de buen grado. Ministro sin cartera en el Gobierno del general Sănătescu junto con otros destacados políticos, abandonó el Ejecutivo cuando el general hubo de dimitir a finales de 1944 por presiones soviéticas.
A continuación Maniu se convirtió en el principal adversario la influencia soviética y partidario de los Aliados occidentales, mientras que su partido se tornaba en el objeto de la hostilidad del Partido Comunista (PCR).
Tras los enfrentamientos callejeros entre partidarios de Maniu y de los comunistas en febrero de 1945 y su derrota en las elecciones de noviembre de 1946, amañadas por el Gobierno procomunista de Petru Groza, el PCR logró arrinconar al PNȚ, a la vez que lograba la colaboración de algunos de sus antiguos miembros como Nicolae L. Lupu y Anton Alexandrescu.
En un telegrama al Departamento de Estado, el representante estadounidense Burton Berry escribió:

The Department well knows that Maniu has stood out boldly as a champion of pro-Allied action and sentiment in Rumania even during the dark days of the Antonescu dictatorship. He has an enormous political following in the country and I believe the respect in which all Rumanians hold him eclipses that held for any other Rumanian. Because of what he has been and what he is it seems important that he be preserved from slipping into sharing the general conviction that the dissolution of the Rumanian state is now in progress.
El Departamento sabe bien que Maniu se ha destacado con valentía como un campeón de la actuación y la opinión proaliadas en Rumanía incluso en los momentos más difíciles de la dictadura de Antonescu. Posee un enorme número de partidarios en el país y creo que el respeto que todos los rumanos le tienen eclipsa al que puedan albergar por cualquier otro rumano. Por lo que ha sido y es considero importante que no se le dé la impresión generalizada de que ahora está en marcha la disolución del Estado rumano.

El 25 de noviembre de 1946 Maniu y Brătianu publicaron un comunicado en que, tras enumerar las irregularidades de las pasadas elecciones, anunciaron que sus diputados no asistirían al Parlamento, que no reconocían. Estados Unidos y Gran Bretaña tampoco reconocieron los resultados. El tratado de paz con Rumanía se firmó el 10 de febrero de 1947. Su artículo tercero obligaba al país a garantizar las libertades cívicas de los ciudadanos, pero no fue respetado.

### Detención y muerte (1947-1953)
Tras las elecciones el Gobierno se preparó para acabar con la oposición. En primavera hubo otra ola de arrestos de dirigentes de la oposición. En julio varios dirigentes del partido, incluido Ion Mihalache, fueron arrestados cuando abandonaban el país. Maniu y el resto de la dirección del partido fueron detenidos y el partido proscrito. Ion Mihalache fue acusado de haber intentado abandonar el país en avión para establecer un Gobierno en el exilio (véase «Caso Tămădău»). Acusado de traición, fue juzgado en noviembre junto a Maniu en un proceso amañado que los condenó a cadena perpetua a trabajos forzados, lo que equivalía, dada su edad avanzada, a una condena a muerte. Maniu admitió haber intentado que algunos miembros del partido se estableciesen en el extranjero y desarrollasen actividades contra el Gobierno, justificándolas por la imposibilidad de llevar a cabo una oposición parlamentaria.
El juicio acompañado de la supresión de los grupos de oposición, marcó un hito importante en la toma del poder por los comunistas.
Iuliu Maniu murió en 1953 en la prisión de Sighet y fue enterrado en un fosa común del patio.